# Semp

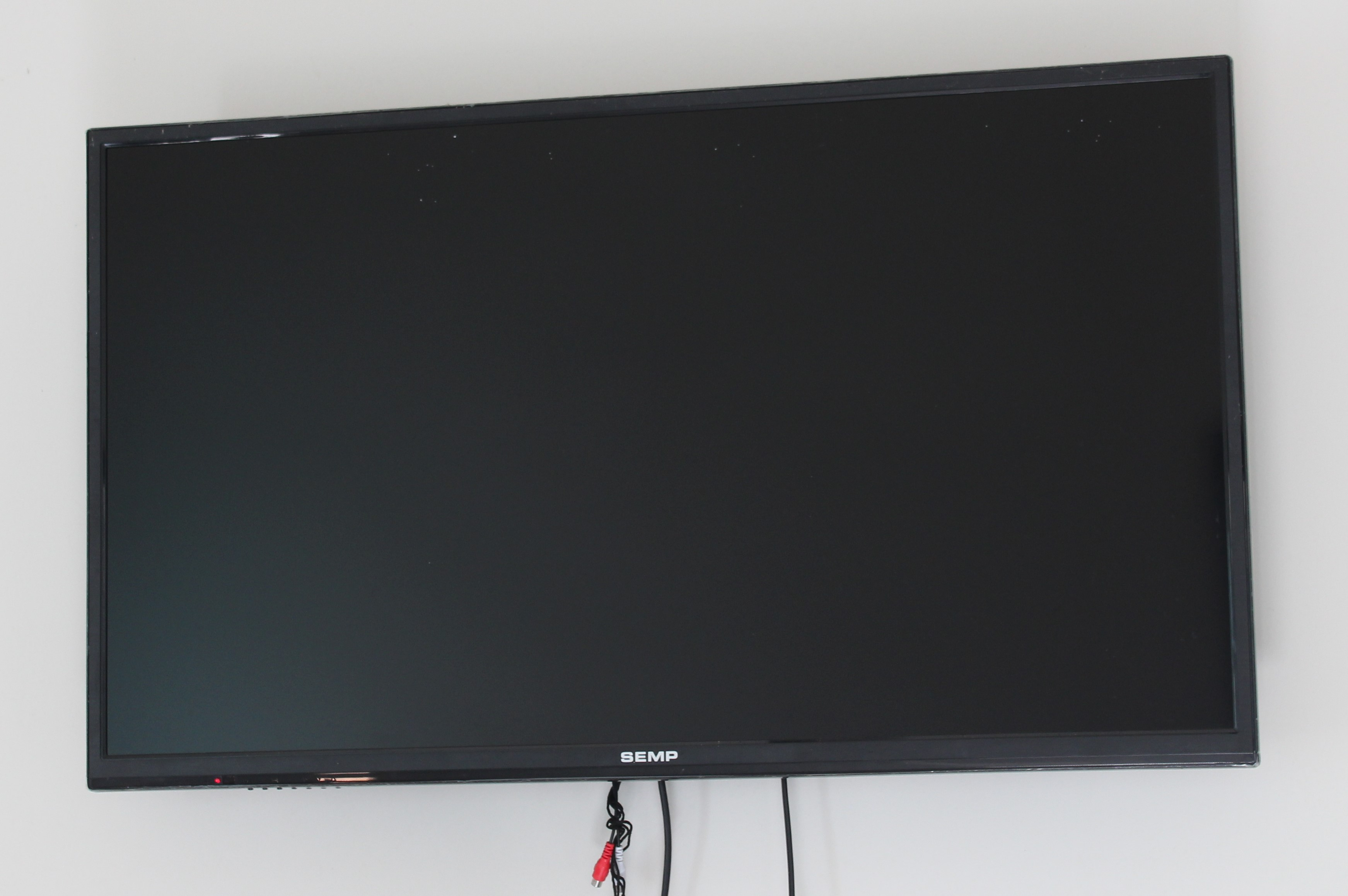
Televisão de tela plana da marca

Semp é uma empresa brasileira de eletrônicos fundada em 1942 pelo comendador Affonso Brandão Hennel na cidade de São Paulo cuja principal atividade, em seu início, foi a fabricação de rádios.
Um dos marcos na história da empresa foi o lançamento do rádio PT 76, que alcançou enorme popularidade e ganhou o carinhoso apelido de "capelinha". Outro importante marco na história da empresa paulista foi o lançamento, em 1951, da primeira Televisão fabricada no Brasil, um ano depois da primeira transmissão nacional de televisão, e da primeira televisão em cores do Brasil, em 1972.
Hoje é uma das maiores fabricantes de eletroeletrônicos do Brasil, detentora do mais extenso portfólio de produtos do setor. No ano de 1977, a empresa celebrou um acordo de participação acionária com a Toshiba, que contribuiu diretamente com a expertise de tecnologia japonesa para televisores. Em 2016, após a saída da Toshiba do negócio, a Semp anuncia uma nova parceira com a TCL Corporation, tornando-se Semp TCL.

## História

### Fundação
Em 1942, no centro de São Paulo, é fundada a Semp, sigla para Sociedade Eletro Mercantil Paulista, por Affonso Hennel, pai do atual presidente da empresa, Affonso Brandão Hennel. A Semp foi a primeira empresa do país a fabricar aparelhos receptores de rádios em solo nacional. Isso deu grande mérito e destaque para a empresa, pois até então a aquisição de um rádio dependia da importação, que foi severamente prejudicada com o início da segunda guerra mundial. Em 1949 a empresa seguiu o exemplo, lançando o primeiro rádio vitrola produzida pela indústria brasileira.

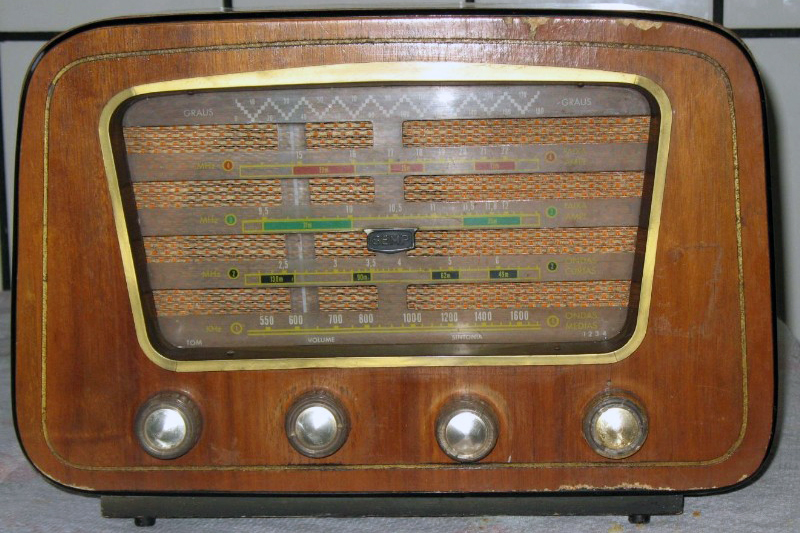
Um PT-76 ou "capelinha" de 1970

Essa tendência continuou em 1951, ao lançar o primeiro aparelho televisor produzido no Brasil. Nessa época, também lançou o rádio que ficou conhecido entre os brasileiros como “capelinha”, famoso por seu design que lembra uma pequena igreja. Em 1953 a empresa muda seu nome para Semp Rádio e Televisão S.A. e lança ao longo da década os primeiros aparelhos com rádio, televisão e vitrola integrados.
Na década de 60 a Semp inaugura sua nova sede em Santo Amaro, onde permanece até hoje. Seguindo sua tradição de sempre tomar a vanguarda do mercado de eletroeletrônicos, apresentando produtos inovadores para o consumidor brasileiro, a Semp lança o primeiro rádio estéreo produzido no Brasil, assim como o televisor portátil de 17 polegadas.

### Após as primeiras décadas

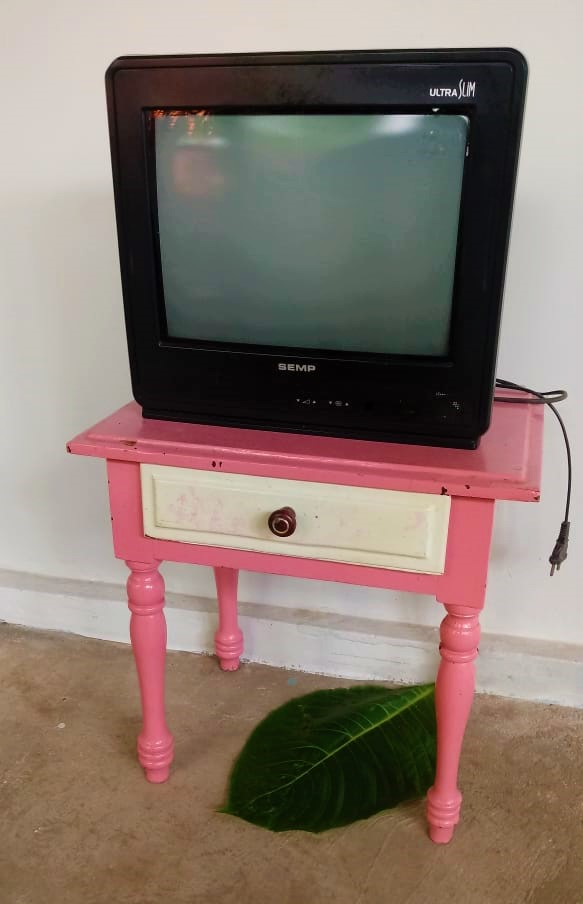
Televisão de tubo dos anos 2000

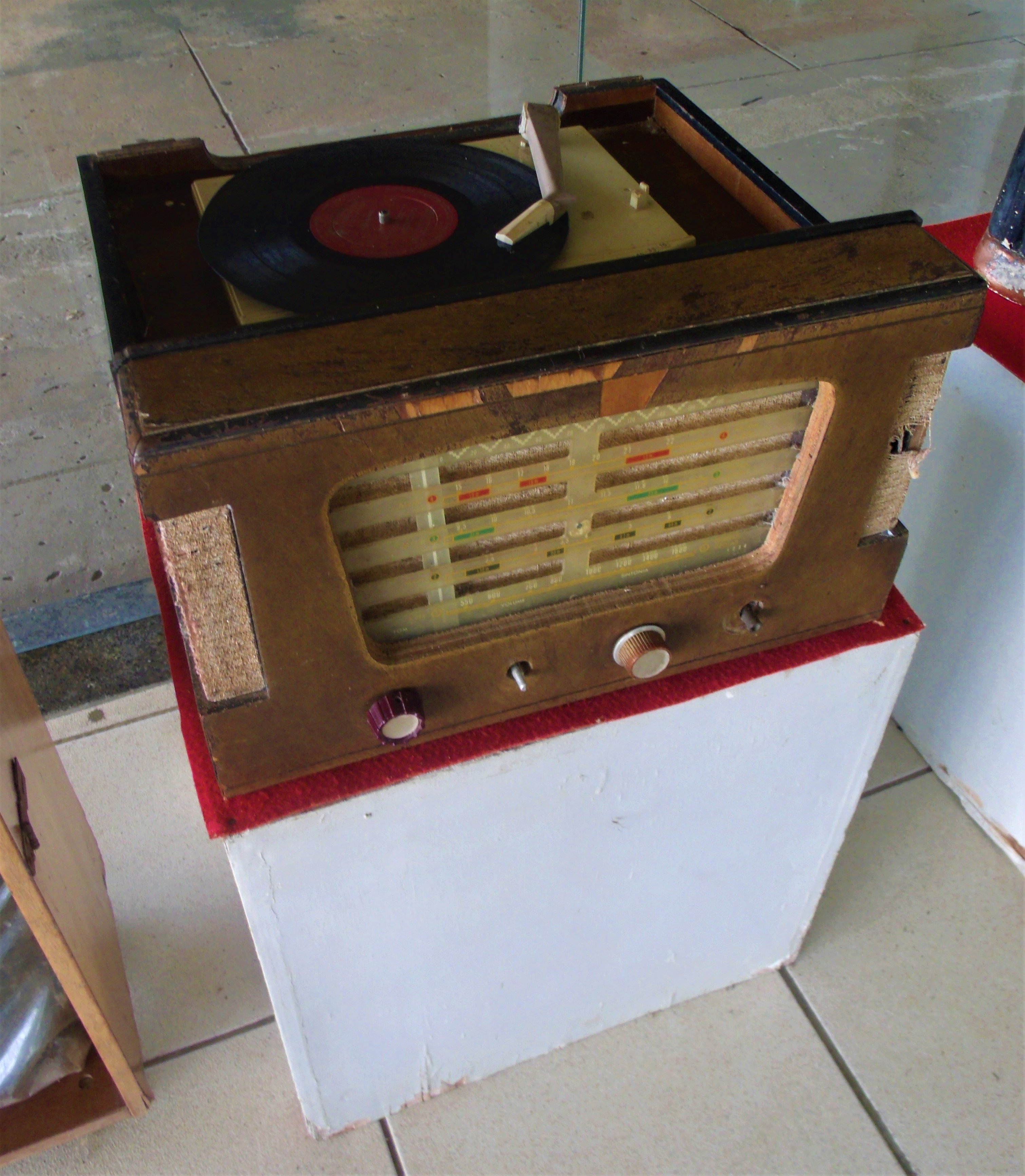
Vitrola da SEMP no Museu do Monumento Nacional da Batalha do Jenipapo

Na década de 70, é inaugurada a Semp Amazonas S.A. iniciando assim suas atividades na Zona Franca de Manaus. Durante esse tempo, a empresa conquistou o mercado lançando os primeiros televisores em cores do mercado brasileiro, além do famoso rádio relógio.
Em Junho de 1977, ocorreu um dos capítulos mais importantes da história da empresa, quando dá início a sua joint-venture com a empresa Toshiba Corporation, uma importante multinacional sediada no Japão. A entrada da Toshiba no mercado nacional firmou uma parceria da expertise em tecnologia japonesa da Toshiba com a tradição e confiança dos produtos fabricados pela Semp. Graças a essa parceria a Semp Toshiba lançou o televisor de 20” com o chamado “olho mágico”, que regulava a imagem da televisão de acordo com a luminosidade do ambiente. A década de 80 foi marcada por outras inovações e lideranças do mercado, como o VHS de quatro cabeças, e o primeiro controle remoto digital para televisores.
O resultado dos investimentos e esforços da Semp Toshiba foi colhido na década de 90, onde a empresa foi premiada com diversos prêmios e certificados da imprensa nacional. Entre eles se destacam o “Melhores e Maiores” (1993–96) da revista Exame, “Excelência Empresarial” (1994–96) pela Fundação Getulio Vargas, totalizando 7 prêmios em uma década. Ainda na década de noventa, a empresa inaugura a “Semp Toshiba Informática” e se torna a primeira empresa a fabricar computadores portáteis no país.
A década de 1990 também foi marcada por lançamentos da marca. A Semp Toshiba foi a primeira a apresentar aparelhos de TV de grandes dimensões, com a projeção de até 52”. Já no ano seguinte, o CD é a grande novidade no mundo da música. Com isso, a empresa lança os primeiros áudios systems com CD player. Em 1994, a marca lança seu primeiro aparelho de fax, modelo FS 5400. Entre tantos lançamentos, em 1997 a Semp Toshiba apresentou sua linha de televisores de 29” e 34” com videocassete integrado. Logo no ano seguinte, a marca se tornou a primeira fabricante nacional de computadores portáteis.
A década de 2000 foi marcada por celebrações importantes, como os 30 anos de Semp Toshiba Amazonas S.A. em 2003 e o faturamento de 1 bilhão de dólares em 2006. Além disso, em 2007 foi comemorado os 30 anos de joint-venture entre a Semp e a Toshiba Corporation. Já em 2009, a Semp Toshiba comemorou a liderança absoluta por 10 anos seguidos no mercado brasileiro de televisores.
Os anos 2000 também foram marcados por diversos lançamentos da marca, inclusive algumas novidades até para o mercado nacional de eletrônicos. A Semp Toshiba Amazonas é a primeira a lançar televisores preparados para receber imagens de alta definição. No mesmo ano, a marca também lançou a linha de televisores com tela ‘super plana’ (29”, 34”, 34” larga e 38”). Já em 2001, apresenta ao mercado sua linha de monitores de plasma de 42” e 50”, além de lançar o primeiro DVD Áudio do Brasil. Entre tantas novidades da década, vale destacar a inclusão de MP3 nos aparelhos de áudio e o primeiro DVD portátil com tela LCD.
No ano de 2005, o grupo consolidou seu posicionamento no mercado com o lançamento da marca STi (Semp Toshiba Informática), com foco em informática, áudio e vídeo, sendo até hoje referência no mercado nacional. Inicialmente lança o STi Media PC, um computador completo e inovador que apresenta o conceito de convergência digital. A Semp Toshiba também mergulhou na tecnologia e inovação desenvolvida para televisores e trouxe a novidade para o país. Foi a primeira empresa brasileira a integrar o conversor de sinal digital a TV LCD. Além disso, em 1998 foi a primeira a integrar TV a um aparelho celular e a pioneira no Brasil a fabricar o netbook de 10”.
Em 2011, a Semp Toshiba comemora 60 anos de fabricação de seu primeiro televisor. A STi lançou o primeiro tablet fabricado no Brasil, assim como o computador portátil com tecnologia 3D e a TV 3D ‘Smart’. Em 2012, a STi lança sua linha de ultrabooks.
Em meados de 2016, Affonso Brandão Hennel adquiriu a parte da Toshiba na joint-venture começada em 1977, oficializando então a saída da Toshiba, porém, a Semp ainda detém os direitos de fabricação da marca Toshiba no Brasil.
No final de julho de 2016, a então Semp, anuncia uma nova joint-venture, agora com a gigante multinacional chinesa TCL Corporation, tornando-se a Semp TCL.